# Tarzan und sein Sohn
Tarzan und sein Sohn (Originaltitel: Tarzan Finds a Son!) ist ein US-amerikanischer Abenteuerfilm von Richard Thorpe aus dem Jahr 1939. Grundlage für das Drehbuch waren die Tarzan-Romane von Edgar Rice Burroughs. Uraufgeführt wurde der Film am 16. Juni 1939. In Deutschland wurde der Film erstmals am 4. Mai 1950 in den Kinos gezeigt.

## Handlung
Bei einer missglückten Notlandung im afrikanischen Dschungel kommen Richard Lancing, dessen Frau und der Pilot ums Leben. Der einzige Überlebende ist Lancings Sohn, der von Tarzan und Jane gefunden und „adoptiert“ wird. Sie nennen den Jungen Boy.
Fünf Jahre später macht sich Sir Thomas Lancing auf die Suche nach seinen Verwandten. Die Safari unter seiner Leitung findet das Flugzeugwrack, was Sir Thomas zur weiteren Suche anstachelt. Sein Cousin Austin, der vom nachgewiesenen Tod Richards profitieren würde, will das vereiteln. Austin und Thomas treffen auf Tarzan und Jane, die ihnen erklären, dass es keine Überlebenden bei dem Absturz gegeben habe. Thomas ist durch die Familienähnlichkeit Boys mit den Lancings nicht überzeugt. Austins Frau macht den Vorschlag, den Jungen als Diener zu beschäftigen, um das erwartete Erbe kontrollieren zu können. Thomas ist mit dem Plan einverstanden. Austin fordert ihn auf, Jane zur Übergabe des Jungen zu bewegen. Tarzan ist gegen die Übereinkunft, wird jedoch von Jane hintergangen, die ihn in eine Grotte lockt.
Jane führt die Safari durch den Dschungel, bis sie von Thomas, der Skrupel bekommen hat, auf den eigentlichen Plan von Austin aufmerksam gemacht wird. Bevor Thomas Tarzan zu Hilfe holen kann, wird er von Austin getötet. Als die Safari von Kannibalen gefangen wird, setzt Jane ihr Leben aufs Spiel, um Boy die Flucht zu ermöglichen. Boy kehrt zurück und befreit Tarzan aus der Grotte. Mit einer Herde Elefanten greift Tarzan das Kannibalendorf an. Er rettet die schwer verwundete Jane und vergibt ihr.

## Hintergrund
Die MGM-Produktion ist der vierte Tarzan-Film mit Johnny Weissmüller und Maureen O’Sullivan, die danach ihre Rolle als Jane aufgeben wollte. Nach dem Original-Drehbuch sollte Jane sterben, weil O’Sullivan keine Lust mehr hatte, die Jane zu spielen. Doch Fanproteste bewirkten, dass das Drehbuch in letzter Minute umgeschrieben wurde, und Jane ihre Verwundung überlebt. Dadurch wurde auch O’Sullivan umgestimmt, die daraufhin weitermachte.
Johnny Sheffield gab hier sein Filmdebüt. Er stellte Boy noch weitere sieben Mal dar. Für die Schwimmszenen wurde er von Schwimm-Olympiasieger Weissmüller persönlich im Schwimmen unterrichtet.
Produzent Sam Zimbalist wurde 1960 posthum mit dem Oscar für Ben Hur geehrt, bei dessen Dreharbeiten er verstarb. Zum Stab gehörten zudem der Filmeditor Gene Ruggiero (Oscar 1957), Art-Director Cedric Gibbons (insgesamt elf Oscars) und dessen Kollege Urie McCleary (Oscars 1942 und 1971) und Toningenieur Douglas Shearer (sieben Oscars).

## Rezeption
„Naiv unterhaltender Abenteuerfilm mit rührseligen Einlagen, eindrucksvollen Tieraufnahmen und einer eher belustigend gezeichneten Urwald-Familien-Idylle“, so das Lexikon des internationalen Films. Für Cinema war Tarzan und sein Sohn „[e]in überaus charmanter Familienfilm“.

## Synchronisation
Eine erste deutsche Synchronfassung entstand 1950 im MGM Synchronisations-Atelier Berlin. Im Jahr 1981 gab das ZDF bei der Arena Synchron GmbH Berlin eine weitere Synchronisation in Auftrag, die unter der Synchronregie und nach dem Dialogbuch von Franz-Otto Krüger realisiert wurde.
| Rolle              | Darsteller         | Synchronsprecher 1950 | Synchronsprecher 1981 |
| ------------------ | ------------------ | --------------------- | --------------------- |
| Tarzan             | Johnny Weissmüller | Wilhelm Borchert      | Wolfgang Pampel       |
| Jane               | Maureen O’Sullivan | Elisabeth Ried        | Almut Eggert          |
| Boy                | Johnny Sheffield   | Wilfried Schaelicke   | René Thamke           |
| Austin Lancing     | Ian Hunter         | Axel Monjé            | Lothar Blumhagen      |
| Sir Thomas Lancing | Henry Stephenson   | Otto Stoeckel         | Franz-Otto Krüger     |
| Mrs. Lancing       | Frieda Inescort    | –                     | Bettina Schön         |
| Mr. Sande          | Henry Wilcoxon     | Peter Petersz         | Jürgen Thormann       |
| Richards Frau      | Laraine Day        | –                     | Brigitte Grothum      |